# Elymandra grallata
Elymandra grallata är en gräsart som först beskrevs av Otto Stapf, och fick sitt nu gällande namn av Clayton. Elymandra grallata ingår i släktet Elymandra och familjen gräs. Inga underarter finns listade i Catalogue of Life.